# Noi vivi (romanzo)
Noi vivi (titolo originale We the Living) è il primo romanzo della scrittrice statunitense di origini russe Ayn Rand, uscito in originale in prima edizione nel 1936, successivamente in una nuova versione parzialmente rivista nel 1959, e pubblicato in Italia nella sua prima versione nel 1937. Vi si narra la storia (parzialmente autobiografica) della battaglia di una ragazza coraggiosa e determinata nella difesa dei propri desideri e del proprio amore, contro un sistema pervasivo ed oppressivo, nella Russia post-rivoluzionaria.

## Trama
La famiglia Argunov torna a Pietrogrado dopo quattro anni di allontanamento volontario. Prosperi industriali sotto lo zar, con l'avvento del nuovo regime sovietico hanno perso tutto, abitazione compresa, ed ora devono riadattarsi ad una condizione di vita durissima. Ma sulla loro figlia minore Kira le privazioni sembrano ottenere un solo effetto, quello di rafforzare un carattere già molto volitivo, che la spinge ad impegnarsi con tutta sé stessa per raggiungere il proprio obiettivo, studiare per diventare ingegnere. Ed all'università non può evitare di ritrovarsi coinvolta nella lotta tra il nuovo potere e chi difende il diritto di poter compiere le proprie scelte consapevolmente.
Pur non parteggiando apertamente, Kira non si preoccupa di nascondere il proprio disprezzo verso un'ideologia che ritiene una negazione di tutto quello in cui crede. Il che non le impedisce di sentirsi attratta dal giovane Andrej, eroe della rivoluzione ed ora agente della polizia politica, che a sua volta trova molto interessante quella ragazza decisa e senza peli sulla lingua. Ma a complicare ulteriormente le cose c'è la singolare relazione tra Kira ed un misterioso uomo di cui all'inizio conosce solo il nome, Leo, che si rivela essere ricercato dalla Ghepeu, e che la coinvolge in un tentativo di espatrio, che fallisce. I due giovani vengono comunque rilasciati, e Kira si trasferisce a vivere al fianco dell'uomo che sente di amare, sfidando le ire della sua famiglia. Una convivenza felice ma che deve fare i conti con una situazione sociale ed economica che lascia poco spazio per qualunque cosa non sia la mera sopravvivenza, con la pesante aggravante dell'ostilità di un regime oppressivo ed onnipresente, che soffoca qualsiasi possibilità di miglioramento per chi non è ligio alla disciplina del partito unico.
L'orgoglio deve essere messo da parte, costringendo Kira a chiedere l'aiuto di Andrej, ottenendo così un lavoro in un ufficio governativo, dove è costretta ad imparare a mentire e fingere una devozione che le è estranea. Ma nemmeno questo basta, e con il peggioramento della salute di Leo, Kira decide di cedere all'amore di Andrej, per poter fornire le cure all'uomo che ama veramente, all'insaputa di entrambi. Al ritorno di Leo dal soggiorno in sanatorio, la giovane donna è quindi costretta ad impegnarsi al massimo in una doppia vita, destreggiandosi in un gioco delle parti complicato e sempre più pericoloso. Infatti Leo, non sopportando più una situazione che lo costringe a dover appoggiarsi costantemente sulle spalle altrui, si impegna in una speculazione rischiosa al fianco di personaggi spregiudicati ed ambiziosi, senza dare ascolto ai tentativi di Kira di dissuaderlo. Andrej nel frattempo si ritrova a dover fronteggiare la fine delle proprie illusioni, quando il regime imprime una svolta ideologica radicale alla propria linea politica, sconfessando gli ideali rivoluzionari per cui il giovane ha rischiato la vita ed in cui ancora crede, condizione che lo mette in cattiva luce nel partito, facendogli il vuoto intorno. Il suo ultimo tentativo di dare un senso alla propria militanza, denunciando proprio le speculazioni in cui anche Leo è coinvolto, spezza il castello di bugie che Kira aveva costruito e tentato di proteggere in ogni modo.
Leo viene incarcerato e per evitargli il plotone di esecuzione Kira affronta Andrej, il quale vede così crollare anche l'ultima illusione, quella del suo amore. Si impegna comunque per salvare Leo, riuscendoci, e ritenendo assolto il suo ultimo dovere, si toglie la vita. A sua volta Kira, lasciata anche da Leo, decide di dedicarsi all'unico progetto che ritiene ancora poterle concedere una prospettiva di futuro: la fuga all'estero. Dopo aver cercato senza successo di ottenere un visto, tenta l'azzardo del passaggio clandestino sul confine lituano, ma la pallottola di una guardia mette fine alle sue speranze ed alla sua vita.

## Personaggi
- Kira Argunova. Ragazza dalla volontà d'acciaio, come i ponti che vuole costruire. Grazie a questa sua forza può sostenere le prove più difficili, e combattere contro un potere aberrante, senza rimanerne schiacciata. Alla fine dovrà accettare la sconfitta, ma non sarà una resa totale: sceglierà comunque di tentare ancora la sorte, con la fuga.
- Andrej Taganov. La vita non gli ha risparmiato nulla, rendendolo forte abbastanza da poter affrontare ogni sfida, come ha dimostrato rischiando la vita per ciò in cui crede. Ma dovrà arrendersi all'evidenza che tutte le sue speranze erano mal riposte.
- Lev Sergeevič Kovalenskij. Perseguitato come figlio di un alto ufficiale dello zar, si ritrova a dover fare affidamento solo sull'amore di Kira, situazione a cui si ribellerà, finendo però per farsi trascinare sempre più a fondo, fino al ripudio di chi aveva speso tutto per la sua salvezza.
- Pavel Serov. La sua ascesa nel partito, costruita in gran parte coltivando l'arte della menzogna e dell'opportunismo, viene messa in grave pericolo dalle conseguenze della sua eccessiva avidità. Ma lo spirito del tempo gli è favorevole, e questo basterà a salvarlo.
- Viktor Dunaev. Cugino di Kira, capisce presto come seguire il nuovo vento, coltivando le amicizie più opportune, e scalando così la gerarchia del potere.
- Irina Dunaeva. Cugina di Kira, è l'unica parente a starle vicino anche nei momenti difficili. Forse per questa affinità, ne segue la strada, innamorandosi di un uomo pericoloso, che non abbandonerà nemmeno di fronte alla peggiore sorte.
- Vasilij Ivanovič Dunaev. Zio di Kira, si era costruito una fortuna con il duro lavoro, ed il cambio di regime lo ha privato di quasi tutto. Il nuovo corso lo priverà anche di quasi tutta la famiglia, lasciandolo solo con la figlia minore.
- Galina Petrovna. La madre di Kira, tradizionalista e rispettosa dei valori del passato, dovrà imparare a convivere con un sistema di valori radicalmente diverso, finendo per riuscirci anche troppo bene.

## Adattamenti
Nel 1942 in Italia fu realizzata, all'insaputa dell'autrice, una trasposizione cinematografica del libro, divisa in due parti: Noi vivi e Addio Kira! sotto la direzione del regista vicino al regime fascista Goffredo Alessandrini (tra i suoi film si ricordano Giarabub e Luciano Serra pilota), con Alida Valli nella parte di Kira e Rossano Brazzi in quella di Leo. I film passarono la censura fascista grazie alla forte critica al regime comunista sovietico ed ebbero un notevole successo di pubblico, ma furono presto ritirati dalla circolazione per il contenuto troppo a favore delle libertà individuali. Anni dopo i film furono riscoperti dalla stessa Rand, che dopo averne recuperato i negativi, ne autorizzò una versione riadattata, che fu completata solo nel 1986, quattro anni dopo la morte dell'autrice.
Nel 1990 il quotidiano Il Messaggero pubblicò a puntate una serie di 60 disegni in bianco e nero realizzati dall'illustratore italiano Ferenc Pinter e basati sul testo del libro. Le tavole sono state anche raccolte in un'edizione limitata.

## Edizioni
- Noi vivi, traduzione di Giuseppina Ripamonti Perego, Collana I grandi successi stranieri, Milano, Baldini & Castoldi, 1937.
- Noi vivi, Edizioni Accademia, 1973.
- Noi vivi, traduzione di Giuseppina Ripamonti Perego, Milano, Longanesi, settembre 1990, ISBN 88-304-0951-0. - Collana TEA DUE n.122, TEA, Milano, TEA, 1992; Collana Narratori, Milano, Corbaccio, 2018, ISBN 978-88-670-0480-5.